# (12128) Palermiti
(12128) Palermiti est un astéroïde de la ceinture principale.

## Description
(12128) Palermiti est un astéroïde de la ceinture principale. Il fut découvert le 13 septembre 1999 à Fountain Hills (Arizona) par Charles W. Juels. Il présente une orbite caractérisée par un demi-grand axe de 3,02 UA, une excentricité de 0,10 et une inclinaison de 10,4° par rapport à l'écliptique.

## Compléments